# Windermeria
Windermeria é um gênero Ediacarano do Sekwi Brook North, nos Territórios do Noroeste do Canadá. Apenas um espécime foi encontrado. Windermeria é um fóssil oval alongado segmentado pequeno (16,4 × 7,9 mm) com oito segmentos de tamanhos quase iguais dispostos transversalmente ao sulco medial em arranjo oposto. Windermeria superficialmente se assemelha a uma Dickinsonia, como tal, é o único proarticulatano dickinsoniídeo conhecido exclusivamente de fora da Austrália e da Europa Oriental.